# Kornowac (gemeente)
De gemeente Kornowac is een landgemeente in het Poolse woiwodschap Silezië, in powiat Raciborski.
De zetel van de gemeente is in Kornowac.
Op 30 juni 2004 telde de gemeente 4707 inwoners.

## Oppervlakte gegevens
In 2002 bedroeg de totale oppervlakte van gemeente Kornowac 26,3 km2, waarvan:
- agrarisch gebied: 81%
- bossen: 10%

De gemeente beslaat 4,83% van de totale oppervlakte van de powiat.

## Demografie
Stand op 30 juni 2004:
| Omschrijving                   | Totaal | Totaal | Vrouwen | Vrouwen | Mannen | Mannen |
| ------------------------------ | ------ | ------ | ------- | ------- | ------ | ------ |
| eenheid                        | aantal | %      | aantal  | %       | aantal | %      |
| inwoners                       | 4707   | 100    | 2393    | 50,8    | 2314   | 49,2   |
| bevolkingsdichtheid (inw./km2) | 179    | 179    | 91      | 91      | 88     | 88     |

In 2002 bedroeg het gemiddelde inkomen per inwoner 1133,45 zł.

## Administratieve plaatsen (sołectwo)
- Kobyla
- Kornowac
- Łańce
- Pogrzebień
- Rzuchów

## Aangrenzende gemeenten
Lubomia, Lyski, Pszów, Racibórz